# فرودگاه کوانیاما
فرودگاه کوانیاما  (به انگلیسی: Kowanyama Airport) یک فرودگاه همگانی با کد یاتا HWM است که یک باند فرود آسفالت دارد و طول باند آن ۱۳۸۰ متر است. این فرودگاه در کشور استرالیا قرار دارد و در ارتفاع ۱۱ متری از سطح دریا واقع شده است.